# Quantifizierung (Logik)
Quantifizierung (auch: Quantifikation) ist in der formalen Logik, in der Mengenlehre (und in der Linguistik) ein Terminus zur Bezeichnung der Bindung einer Variablen in einem Ausdruck durch einen Quantor.
Die Quantifizierung durch einen Allquantor bezeichnet man als Allquantifikation, die durch einen Existenzquantor als Existenzquantifikation. 
Nur bei Bindung aller Variablen durch Quantoren wird aus einem Ausdruck ein Satz, der wahr oder falsch sein kann. Aus einem "offenen Satz" wird ein wahrheitsfähiger Satz.
Verwendet man einen Quantor, setzt man implizit einen Grundbereich (universe of discource, Diskursuniversum) voraus. Das ist der bei der Verwendung von Quantoren festgelegte oder vorausgesetzte Objektbereich. Ist der Grundbereich das gesamte Universum, spricht man auch von einer unrestringierten Quantifikation, ansonsten von einer restringierten Quantifikation. Objektbereich können auch (alle) mögliche Welten sein. Dann findet eine Quantifizierung über (alle) möglichen Welten statt. 